# Påsaryssar
Påsaryssar, eller kontryssar, "laukkuryssar", var kringvandrande fjärrkarelska gårdfarihandlare, som förr uppträdde i Finland och norra Sverige. 

## Merkantilism
Jordägoförhållandena i Fjärrkarelen var sådana att jordbruket, för vilket förutsättningarna var lika goda som på motsvarande breddgrader i Finland, tedde sig mindre attaktivt än handel. Sina varor skaffade påsaryssarna bl.a. i Uleåborg och S:t Petersburg. De gav sig iväg om hösten, stannade borta hela vintern och återvände om våren till hembyarna för att sköta sådden. Påsaryssarna spelade en viktig roll för varuförsörjningen på landsbygden (särskilt i östra Finland), så länge lanthandeln var förbjuden. Denna form av handel hade uråldriga anor i Finland och Nordkalotten (se bjarmer). Den uppfattades till en början som nyttig av de svenska myndigheterna, men redan på 1600-talet började den merkantilistiska statsmakten försöka stävja påsaryssarnas verksamhet, bl.a. för att de bedrev smuggling. De sålde bl.a. linne och vadmal, allsköns kram samt tobak, som var särskilt eftertraktad, och köpte i sin tur upp pälsverk. Deras handel motarbetades även av städernas borgare, som med statsmaktens hjälp sökte förmå dem att slå sig ned i städerna och sälja endast på marknaderna. (se även bottniska handelstvånget).

## Den ryska tiden
Kampen mot denna olagliga gårdfarihandel fortsattes under den ryska tiden i Finland (1809-1917), som var kontryssarnas guldålder, eftersom Finland och Fjärrkarelen då hörde till ett och samma rike. Näringsfånget blev nu ett av de viktigaste i Östkarelen, där Vuokkiniemi socken framstod som ett centrum för påsaryssarnas handel. 
Under ofärdsåren kring sekelskiftet fanns bland påsaryssarna sådana som låtit värva sig som agenter för ochranan, den ryska hemliga polisen. Av denna anledning tog Bobrikov dem under sitt beskydd och lät kungöra en förordning om infödda ryssars rätt att bedriva gårdfarihandel i Finland. Dessa händelser bidrog till att göra påsaryssarna mindre välsedda i bygderna, där deras ankomst tidigare hade utgjort ett välkommet avbrott i den dagliga rutinen.

## Självständighetstiden
Den karelska gårdfarihandeln upphörde först sedan Finland skilts från Ryssland. Även därefter fortsatte många östkarelska flyktingar sina förfäders näringsfång, nu försedda med vederbörligt tillstånd att bedriva gårdfarihandel. 
Som påsaryssar uppträdde också turkar (tatarer) från trakterna kring mellersta Volga. 